# Stanisław Melnykow
Stanisław Melnykow, ukr. Станіслав Мельников (ur. 26 lutego 1987 w Odessie) – ukraiński lekkoatleta specjalizujący się w biegu na 400 metrów przez płotki.

## Osiągnięcia
- brązowy medal mistrzostw świata juniorów (Pekin 2006)
- 1. miejsce podczas I ligi Pucharu Europy (Stambuł 2008)
- srebro młodzieżowych mistrzostw Europy (Kowno 2009)
- 3. miejsce w sztafecie 4 × 400 m podczas  superligi drużynowych mistrzostw Europy (Bergen 2010)
- brązowy medal mistrzostw Europy (Barcelona 2010)
- złote medale mistrzostw Ukrainy na różnych dystansach zarówno w hali jak i na stadionie

## Rekordy życiowe
- bieg na 400 m przez płotki – 49,09 (Barcelona 2010)
- bieg na 400 m – 46,54 (Bielsko-Biała 2008)
- bieg na 400 m (hala) – 46,97 (Sumy 2009)